# أليسون ويليامسون
أليسون ويليامسون (بالإنجليزية: Alison Williamson)‏ هي نبالة بريطانية، ولدت في 3 نوفمبر 1971 في Melton Mowbray ‏ في المملكة المتحدة.

## وصلات خارجية
- أليسون ويليامسون على موقع الاتحاد الدولي للرماية بالسهام (الإنجليزية)
- أليسون ويليامسون على موقع اللجنة الأولمبية الدولية (الإنجليزية)
- أليسون ويليامسون على موقع أوليمبيديا (الإنجليزية)
- أليسون ويليامسون على موقع اللجنة الأولمبية البريطانية (الإنجليزية)
- أليسون ويليامسون على موقع اتحاد ألعاب الكومنولث (مؤرشف) (الإنجليزية)